# Android Lollipop
Android Lollipop este un sistem de operare Android ce a fost lansat la sfârșitul lui 2014. Sistemul a fost dezvăluit pe 25 iunie 2014 la conferința I/O, iar preview-ul pentru dezvoltatori s-a lansat ziua următoare, pentru utilizatorii de Nexus 5 și Nexus 7 2013.

## A se vedea, de asemenea
- Lista versiunilor Android